# ستيفن باكستر
ستيفن باكستر (بالإنجليزية: Stephen Baxter)‏ (1 أكتوبر 1965 بلفاست المملكة المتحدة لبريطانيا العظمى وأيرلندا - ) هو لاعب كرة قدم بريطاني يلعب كمهاجم.